# 四塘镇 (百色市)
四塘镇，是中华人民共和国广西壮族自治区百色市右江区下辖的一个乡镇级行政单位。

## 行政区划
四塘镇下辖以下地区：
永靖村、桂明村、新明村、社马村、保安村、富联村、平布村、六合村、百兰村、新忻村、那伏村、鲁平村和六律村。